# Дворец Михаила Александровича
 Дворец великого князя Михаила Александровича (Дом А. С. Меншикова) — один из великокняжеских дворцов Санкт-Петербурга, расположенный на Английской набережной реки Невы. Застройка этого участка началась в XVIII веке, позднее здание несколько раз капитально перестраивалось и меняло свой облик. В начале XX века дворец реконструирован под нужды великого князя Михаила Александровича.
В советское время здании располагалось общество и дом культуры глухих.

## История
Первые свидетельства о застройке данного участка восходят к 1713 году, когда его приобрёл английский корабельный мастер Осип Най, работавший на Адмиралтейских верфях. Он возвёл для себя деревянный или мазанковый дом, но от строительства каменных палат, как того требовал тогда закон, отказался. В 1732 году владение передали лейб-гвардии капитану С. А. Головину, сыну петровского сподвижника и военачальника. В 1738 году на участке построили первые каменные палаты.
В течение XVIII века дом несколько раз менял своих владельцев. В 1766 году его купил секунд-майор А. Г. Собакин, после кончины которого здание перешло по наследству П. А. Собакину. В 1776 году по купчей новым владельцем дома стал английский купец Уильям Портер, а в 1790 году дом купила О. А. Жеребцова, сестра екатерининского фаворита Платона Зубова. От неё в 1792 году здание перешло к немецкому купцу Генриху-Рудольфу Линдеману, который два года спустя перепродал его другому предпринимателю Иоганну Христофору Берингу. Беринг расширил особняк на набережной на три оси за счёт части здания, купленного у соседа слева, после чего в доме стало 28 комнат, а также присоединил ко владению дом, выходящий на Галерную улицу и Ново-Адмиралтейский канал. После купца в 1815 году хозяйкой стала княгиня Т. В. Юсупова, бывшая фрейлина и супруга мецената Н. Б. Юсупова. Она владела особняком до 1823 года, когда сюда переселилась имеретинская царица Анна Матвеевна, вдова царя Давида II, с сыном Константином. Грузинские аристократы нуждались в деньгах, поэтому начали сдавать внаём два верхних этажа.

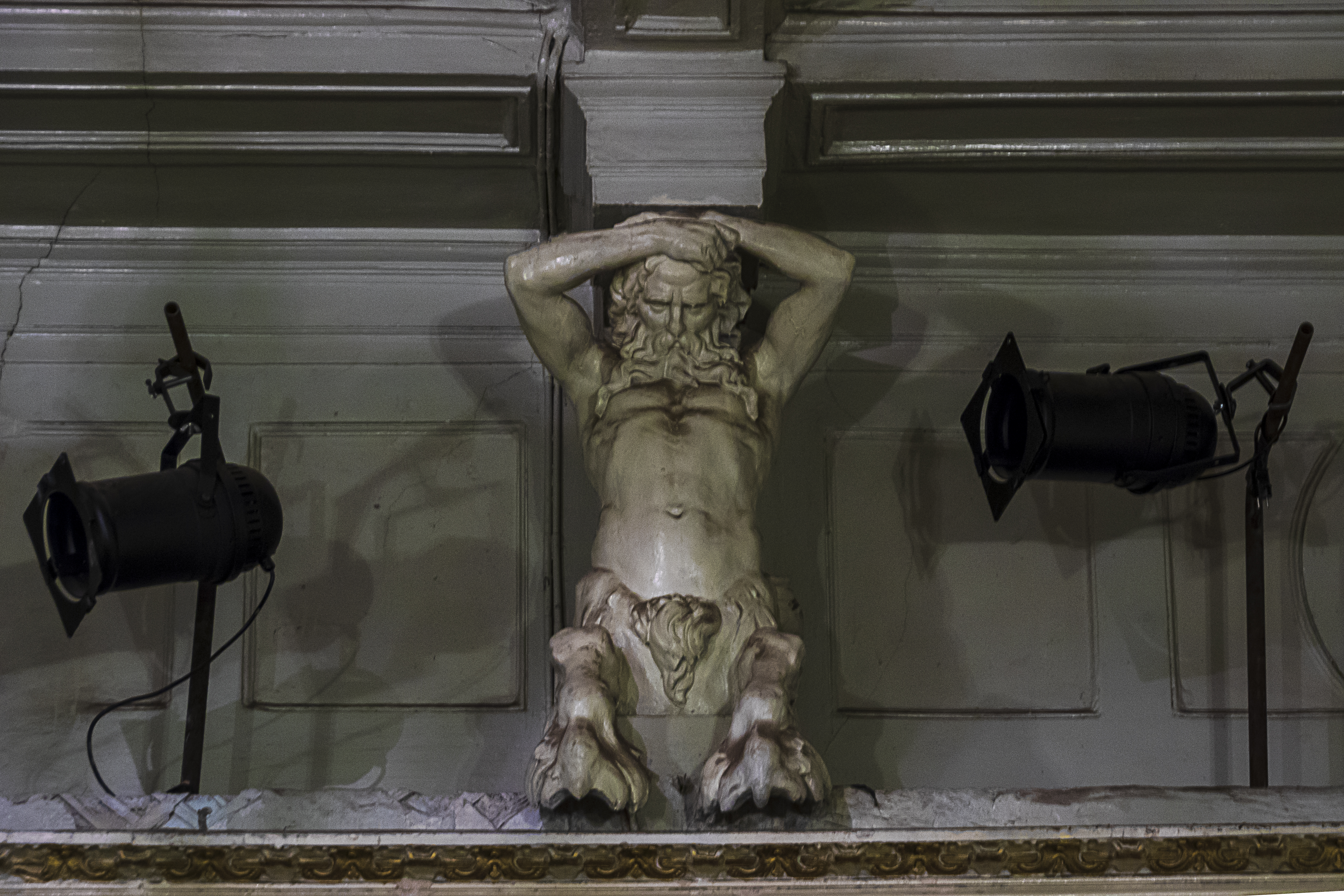
Фигура атланта в интерьерах дворца

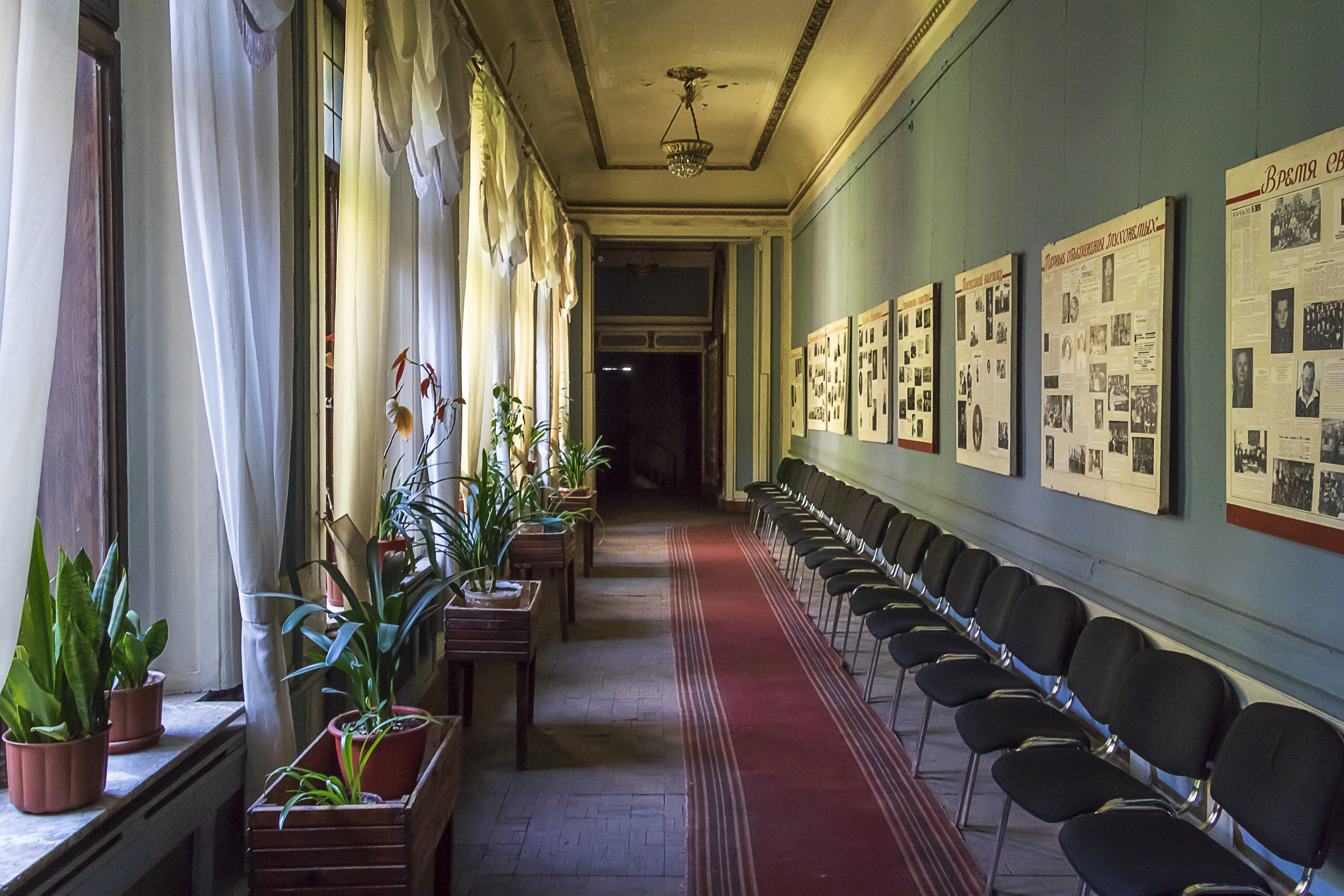
Элементы интерьеров дворца

В 1830 году из-за просроченной закладной дом на набережной был приобретен с торгов для начальника Главного морского штаба светлейшего князя Александра Сергеевича Меншикова. Архитектор В. А. Глинка взялся за полную перестройку и перепланировку дома, которые произвел в 1831—1832 годах. В бельэтаже разместилась половина князя: голубая и зелёная гостиные, круглый зал, мраморный кабинет, библиотека и столовая. На первом этаже находились покои его жены Екатерины Сергеевны. При реконструкции здания были сделаны новые двери, окна и стены, организован водопровод. Старые шёлковые обои заменены на муар и гроденапль. Интерьер был обставлен мебелью из карельской берёзы и красного дерева, на потолке висели бронзовые люстры, на полу — английские ковры. Все работы обошлись казне в 166,5 тысячи рублей. После смерти князя особняк и дом на Галерной унаследовал его сын — генерал Владимир Меншиков. При нём в 1870—1874 году здание вновь было перестроено. Архитектором выступил К. К. Рахау, привнесший в облик дворца и интерьер модную эклектику. При достаточной сдержанности фасадов внутри комнаты были убраны в стиле Людовика XV. Танцевальный зал оформлен хорами, шестью колоннами и лепными фигурами. Мраморная изогнутая лестница украшена атлантами и позолоченной лепкой. Столовая была отделана в русском стиле, а кабинет князя — в мавританском. Уже его наследники в 1896 году продали особняк Кабинету Его Императорского Величества за 470 тыс. рублей.
В 1911—1913 годах архитектор Р. Ф. Мельцер произвёл частичную реконструкцию особняка для нового владельца — великого князя Михаила Александровича, младшего брата императора Николая II. Переделка коснулась фасада, флигелей, жилых покоев третьего этажа и части интерьеров бельэтажа. В отделке фасада дворца Мельцер использовал светло-серые керамические плитки «каррара» фирмы «Дультон». Правый флигель был со двора надстроен аттиковым этажом, въезд с Галерной улицы украшала арка с павильоном. В правом флигеле оборудовали гараж для автопарка великого князя.
После революции дворец был национализирован. В 1922 году его передали Всероссийскому обществу глухих, которое пользовалось им до начала XXI века.

## Архитектура и интерьер
Дом облицован по фасаду гранитом и английской плиткой. Внутри сохранились историческая лестница и танцевальный зал, частично рабочий кабинет Михаила Александровича — обшивка с деревянными панелями и встроенным книжным шкафом. В бывшей столовой — обшивка стен, двери, зеркало в стиле модерн и радиаторы отопления. Уцелели три камина из белого и цветного мрамора, широкие раздвижные двери карельской березы, а также некоторые детали: каркас лифта, кованые наружные фонари, оконная фурнитура и т. д.

## В культуре
В 1988 году по мотивам рассказа Александра Грина «Серый автомобиль» во дворце снимали фильм «Господин оформитель». Здание выступило в роли жилища главного героя Платона Андреевича.